# Língua maidu noroeste
A língua  Maidu Noroeste , também chamada Concow-Maidu, Konkow — ou Koyoomk'awi na própria língua é falada na Califórnia por poucas pessoas da tribo de mesmo nome. faz parte do grupo linguístico Maiduano. Está gravemente ameaçada de extinção, havendo três anciãos que aprenderam a fala-la como primeira língua, um dos quais é surdo A palavra "koyoo" significa "prados", com o 'm' adicional sendo a forma adjetiva da palavra. 'Koyoo + [m, adj.] K'awi + [m, adj.] Ma'a [tribo]. Como parte de um esforço para recuperar o reconhecimento oficial como língua de uma tribo também reconhecida pelo governo federal, foi iniciado um esforço para fornecer instrução sobre a língua entre os descendentes da tribo original e membros da família afiliada.

## Dialetos
Uma fonte apoia a alegação de que a Maidu Noroeste tinha pelo menos 9 dialetos, designados hoje de acordo com a localidade em que cada um foi falado. Esses dialetos foram: Otaki; Mechoopda; Cherokee; Eskeni; Pulga; Nemsu; Quedas de penas; Desafio; e Bidwell Bar. Informações sobre léxico de cada um permanecem escassas. Além disso, pode ter havido muitas variações familiares dentro de cada grupo de dialetos; assim, certamente não havia uma língua Konkow, mas Konkow significa uma pronúncia fonologicamente distinta do que é popularmente definido como 'Maidu' ou 'Mountain Maidu', nomeadamente em termos de padrões de estresse no léxico. Segundo dados históricos limitados, na virada do século XIX, havia apenas quatro desses dialetos ainda sendo falados.

### Outros nomes
O nome "Konkow" foi escrito de várias formas  Concow  e  Konkau . A língua também é conhecida como Maidu ( Meidoo ),  Holólupai, Michopdo, Nákum, Secumne (Sekumne), Tsamak, Yuba  e o pejorativo "Digger".

### Konkow moderno
Desde 2002, um dialeto que poderia ser chamado de "Modern Konkow", baseado no que é convencionalmente de dialeto Cherokee de Konkow, passou a ser limitado por alguns nativos americanos da Califórnia com laços culturais e familiares com a antiga tribo Konkow. Esse dialeto é baseado principalmente no dialeto, como aprendido por Mary Jones, uma das últimas pessoas que falaram em Old Konkow, que aprendeu o dialeto falado nas proximidades de Cherokee, Califórnia. Está sendo promulgado com um curso de estudo em DVD chamado "Vinte e duas lições na língua Koyoongk'awi".
A partir de 2010, materiais de aprendizado .mp3 do dialeto Mechoopda também estavam disponíveis, com base em gravações antigas de Emma Cooper, feitas durante a década de 1940 como parte do esforço de guerra.]]. Também baseado nas gravações de Emma Cooper, um aplicativo "Konkow Toddler" foi lançado para dispositivos iPhone, iPad e outros dispositivos iOS em julho de 2012.
Os materiais para estudo da língua Maidu Noroeste, incluindo o curso de 22 aulas mencionado acima, foram disponibilizados no site da [Konkow Maidu Cultural Preservation Association.

## Fonologia

### Consoantes
|             |             | Labial | Alveolar | Palatal | Velar | Glotal |
| ----------- | ----------- | ------ | -------- | ------- | ----- | ------ |
| Oclusiva    | planan      | p      | t        |         | k     |        |
| Oclusiva    | ejetiva     | pʼ     | tʼ       |         | kʼ    | ʔ      |
| Oclusiva    | implosiva   | ɓ      | ɗ        |         |       |        |
| Africada    | Africada    |        | t͡sʼ      |         |       |        |
| Fricativa   | Fricativa   |        | s        |         |       | h      |
| Nasal       | Nasal       | m      | n        |         |       |        |
| Lateral     | Lateral     |        | l        |         |       |        |
| Aproximante | Aproximante | w      |          | j       |       |        |

A africada /t͡sʼ/ pode ser percebida como [t͡ʃ~t͡ʃʼ] de forma alofônica.

### Vogais
|         | Anterior | Central | Posterior |
| ------- | -------- | ------- | --------- |
| Fechada | i        | ɨ       | u         |
| Medial  | e        | ə       | o         |
| Aberta  |          | a       |           |

```
A extensão da vogal é contrastante.
[
7
]
```

## Amostra de texto
sìkko:mlúkdi jàk’a k’aná:ni. ʔòpá:nte, píje:ton. ʔòpá:nte, píje:ton. ʔakym ʔýk’oje ʔyjè:n. hỳbó:nak ʔyk’ójje ʔyjén.
Português
Há alguns anos, um homem estava nadando. Em um lugar chamado Chico, em Chico, Chico Creek, debaixo da ponte. Ele continuou nadando, nadando. Agora eles (seus amigos) estavam saindo. Eles estavam indo para casa.